# Gnesta
Gnesta est une localité de Suède dans la commune de Gnesta, dont elle est le chef-lieu, située dans le comté de Södermanland.
Sa population était de 6 385 habitants en 2019.